# Steve Lukather
Steve Lukather (ur. 21 października 1957 w Los Angeles) – amerykański muzyk, kompozytor, wokalista, multiinstrumentalista i producent muzyczny. 
Wydał kilka albumów solowych, a jako muzyk sesyjny współtworzył ponad 1000 albumów. Związany z gatunkami muzycznymi takimi jak: pop rock, rock, prog, jazz i funk. Występował gościnnie na setkach płyt i koncertach wielu popularnych wykonawców. Udzielał się m.in. na albumie Michaela Jacksona pt. Thriller (1982), gdzie tworzył duet gitarowy z Eddiem Van Halenem w utworze "Beat it". Współpracował także z Ringo Starrem w ramach projektu Ringo Starr and His All-Starr Band.
Laureat wielu wyróżnień, m.in. otrzymał 5 nagród Grammy.

## Życiorys

### Początki
Urodził się 21 października 1957 w Los Angeles, w Kalifornii. Uczył się grać na instrumentach klawiszowych i perkusji a później sam zaczął się uczyć gry na gitarze, którą otrzymał od ojca w wieku siedmiu lat. Otrzymał również wtedy płytę zespołu The Beatles Meet the Beatles!. Wielokrotnie wspominał, że ten album całkowicie zmienił jego życie, za sprawą gitarzysty George’a Harrisona.
W siódmej klasie Laurel Hall Lutheran School w Hollywood wraz z przyjaciółmi sformowali zespół „English Muffin”. W jego skład weszli Kevin MacKenzy, gitarzysta/basista Ron Sarian i jego brat Donny grający na perkusji. W 1970 roku zespół nagrał pierwszą płytę studyjną (Lukather miał wówczas 13 lat). Na stronie pierwszej znajdował się utwór „Grass” skomponowany przez Rona Sariana, który grał na gitarze a Steve Lukather na basie. Strona druga nazywała się „Leave It” i została skomponowana przez Lukathera. Tym razem Lukather grał na gitarze, a Sarian na basie. Obie piosenki zaśpiewane były przez Lukathera.
W szkole średniej Lukather poznał Davida Paicha, braci Porcaro (Jeffa, Steve’a i Mike’a), późniejszych członków zespołu Toto. Lukather, będący muzycznym samoukiem, zaczął brać lekcje gry na gitarze u Jimmy’ego Wyble’e, który rozwinął jego wiedzę na tematy związane z muzyką i jej tworzeniem, jak chociażby instrumentacja. Był to okres, w którym Lukather zaczął dorastać do decyzji o zostaniu muzykiem sesyjnym. Dawało mu to także możliwość współpracy z wieloma sławami muzyki. W realizacji tych planów pomagał mu Jeff Porcaro, perkusista udzielający się w zespole Steely Dan. Po sukcesie płyty i tournée zespołu Boz Scaggs, w którym udzielał się Lukather, Paich i Jeff Porcaro zaprosili go do formującego się w 1976 r. zespołu Toto. Do grupy dołączyli też Bobby Kimball, David Hungate i Steve Porcaro.

### Toto
Lukather jest gitarzystą prowadzącym w zespole Toto. Współtworzył znaczną część repertuaru (jednak to David Paich napisał i skomponował większość piosenek we wczesnym okresie zespołu), a także często pełni funkcję głównego wokalisty. Lukather uważał, że liderem zespołu jest Jeff Porcaro. Po jego śmierci w 1992 r. Steve przejął tę funkcję. Uważał, że zespół dalej musi tworzyć.

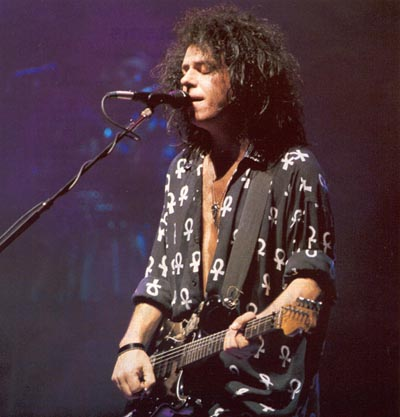
Steve Lukather jako główny wokalista zespołu Toto, trasa Past to present Tour (1990)

Po odejściu z grupy wokalisty Jeana Michaela Byrona w 1990 r. Toto zostało bez głównego wokalisty, aż do 1997 r. To właśnie Lukather zaśpiewał większość piosenek grupy w tym czasie. Steve był głównym wokalistą w każdej piosence na wydanej w 1992 Kingdom of Desire i wydanej w 1995 Tambu z wyjątkiem 2 instrumentalnych utworów. Singel wydany do płyty „Tambu” pt. „I will Remember” napisany wspólnie przez Lukathera i Stana Lyncha, zanotował #64 pozycję na brytyjskiej liście przebojów. Pomimo wokalnych umiejętności Steve’a, krytycy Tambu gorzej ocenili jego śpiew w porównaniu do byłych wokalistów grupy, jak chociażby Bobby’ego Kimballa. Krytycy zauważyli, że Steve „zmaga się” z niektórymi piosenkami i podczas koncertów bardzo chętnie korzysta z zapraszania gościnnie wokalistów i chórków. Ta krytyka nie ustała aż do powrotu byłego wokalisty Josepha Williamsa i ponownej współpracy z Bobbym Kimballem w 1998 r. przy płycie Toto XX, na której główny wokal podzielony jest pomiędzy Williamsa, a Kimballa.

Utwory, których współautorem był Lukather zwiększyły swoją liczbę w końcu lat 80., kiedy prawie każda piosenka z repertuaru zespołu była jego dziełem. Utworów, których był wyłącznym autorem było niewiele (m.in. „I Won't Hold You Back” z albumu Toto IV), gdyż stwierdził, że pisanie tekstów nie jest jego mocną stroną.

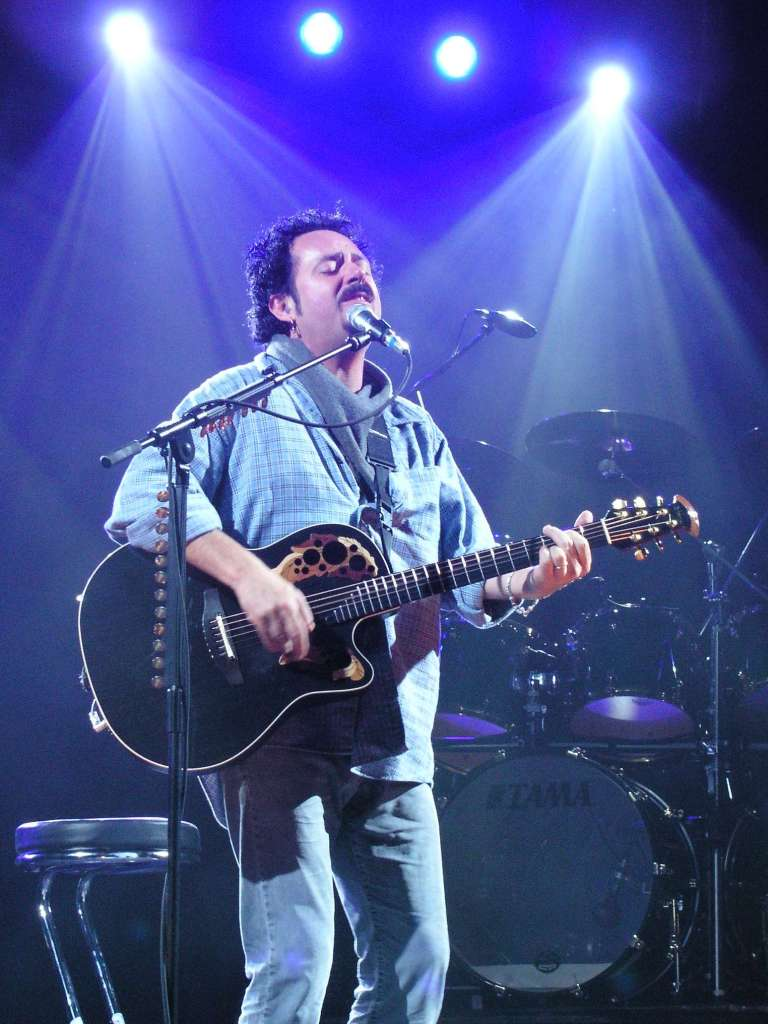
Steve Lukather podczas koncertu wraz z zespołem Toto (2004)

Lukather w jednym z wywiadów radiowych wyraził swój żal, że trasa koncertowa promująca „Falling In Between” nie była zbyt dobrze przyjęta w USA, do czego przyczyniły się rozgłośnie radiowe, które zamiast przybliżać ludziom muzykę, sprzedają im hity masowej produkcji. Stwierdził również, że na całym świecie ich muzyka została dobrze przyjęta, tylko nie w USA. Dodał, że bardzo dużo ludzi na świecie i fanów narzeka na amerykański przemysł muzyczny (w większości na stację MTV). Uważa, że sprzedaje ona muzykę dla „idiotów ery komputera z gustowną fryzurą”. Skrytykował też popularne magazyny gitarowe wielbiące „pseudomuzyków”, podając za przykład Billy’ego Corgana.

### Działalność sesyjna
Osiągnął sukces jako muzyk sesyjny w latach 70. i 80. Był najbardziej rozpoznawalnym gitarzystą w Los Angeles. Współpracował z szeroką gamą sław muzyki światowej od Arethy Franklin do Warrena Zevona. Bardzo ceni sobie wsparcie, jakie dostał od Jeffa Porcaro i Davida Paicha przy osiągnięciu sukcesu w branży.
Ważne sesje nagraniowe: u Michaela Jacksona przy „Beat It” i „Human Nature” (współtworzone przez muzyka Toto Steve’a Porcaro), większość ścieżek na płycie Dona Henleya I Can't Stand Still, 2 utwory na płycie Lionela Richiego Can’t Slow Down, współpraca przy tworzeniu albumu Richarda Marxa Repeat Offender.
Poza sesjami nagraniowymi, stworzył wiele hitów dla George’a Bensona, The Tubes i wielu innych artystów. Koncertował także z Ringo Starrem w ramach jego projektu Ringo Starr and his All Starr Band.

## Dyskografia
Albumy studyjne
| Lukather                    | - Data: 1989 - Wydawca: CBS                             | –  | –   | 14 | –  | –  | 57 | 18  | –  |
| Candyman                    | - Data: 1994 - Wydawca: Columbia                        | –  | –   | 20 | –  | –  | 59 | 65  | –  |
| Luke                        | - Data: 28 października 1997 - Wydawca: Sony/Columbia   | –  | –   | 46 | –  | –  | –  | 84  | 40 |
| Santamental                 | - Data: 7 października 2003 - Wydawca: Bop City Records | –  | –   | –  | –  | –  | –  | 150 | –  |
| Ever Changing Times         | - Data: 25 lutego 2008 - Wydawca: Frontiers Records     | 51 | 119 | 21 | –  | 47 | 39 | 84  | –  |
| All's Well That Ends Well   | - Data: 8 października 2010 - Wydawca: Mascot Records   | 31 | 96  | 30 | 38 | 50 | 35 | 118 | –  |
| Transition                  | - Data: 21 stycznia 2013 - Wydawca: Mascot Records      | 29 | 90  | 22 | 28 | 25 | 26 | 94  | 20 |
| I Found The Sun Again       | - Data: 2021 - Wydawca: The Players Club                | –  | –   | –  | –  | –  | –  | –   | –  |
| Bridges                     | - Data: 2023 - Wydawca: The Players Club                | –  | –   | –  | –  | –  | –  | –   | –  |
| „–” album nie był notowany. |                                                         |    |     |    |    |    |    |     |    |

Albumy koncertowe
| Tytuł                                                | Dane dot. albumu                                                 |
| ---------------------------------------------------- | ---------------------------------------------------------------- |
| No Substitutions: Live in Osaka (oraz Larry Carlton) | - Data: 20 marca 2001 - Wydawca: Victor Records                  |
| At Blue Note Tokyo(oraz Larry Carlton)               | - Data: 25 marca 2016 - Wydawca: 335 Records, King International |

Albumy wideo
| Tytuł                                          | Dane dot. albumu                                     |
| ---------------------------------------------- | ---------------------------------------------------- |
| The Paris Concert (oraz Larry Carlton)         | - Data: 2001 - Wydawca: in-akustik                   |
| In Concert – Ohne Filter (oraz Los Lobotomys)  | - Data: 2002 - Wydawca: in-akustik                   |
| Live At North Sea Festival (oraz Edgar Winter) | - Data: 10 kwietnia 2010 - Wydawca: String Commander |

## Filmografia
- Rock Prophecies (2009, film dokumentalny, reżyseria: John Chester)[21]
- Cry Baby: The Pedal that Rocks the World (2011, film dokumentalny, reżyseria: Max Baloian, Joey Tosi)[22]
- Nathan East: For the Record (2014, film dokumentalny, reżyseria: Chris Gero, David Maxwell)[23]
- Slash: Raised on the Sunset Strip (2014, film dokumentalny, reżyseria: Martyn Atkins)[24]
- The Ritchie Blackmore Story (2015, film dokumentalny, reżyseria: Alan Ravenscroft)[25]
- Hired Gun (2016, film dokumentalny, reżyseria: Fran Strine)[26]